# Annales Barenses
Gli Annales Barenses sono un insieme anonimo di annali scritti nella città di Bari alla fine dell'XI secolo. All'epoca della sua composizione, Bari era il capoluogo del Catepanato d'Italia, thema dell'Impero bizantino nell'Italia meridionale.
Gli Annales Barenses sono strettamente legati alla Cronaca di Lupo Protospata e all'Anonymi Barensis Chronicon. Gli Annales Barenses coprono il periodo che va dalla morte di Papa Gregorio Magno nel 605 fino all'ordinamento di Pietro III come arcivescovo di Acerenza, nel 1102. Estremamente brevi, gli annali si concludono con una più lunga descrizione della conquista normanna alla Puglia all'inizio degli anni 1040.